# Bossarthaus

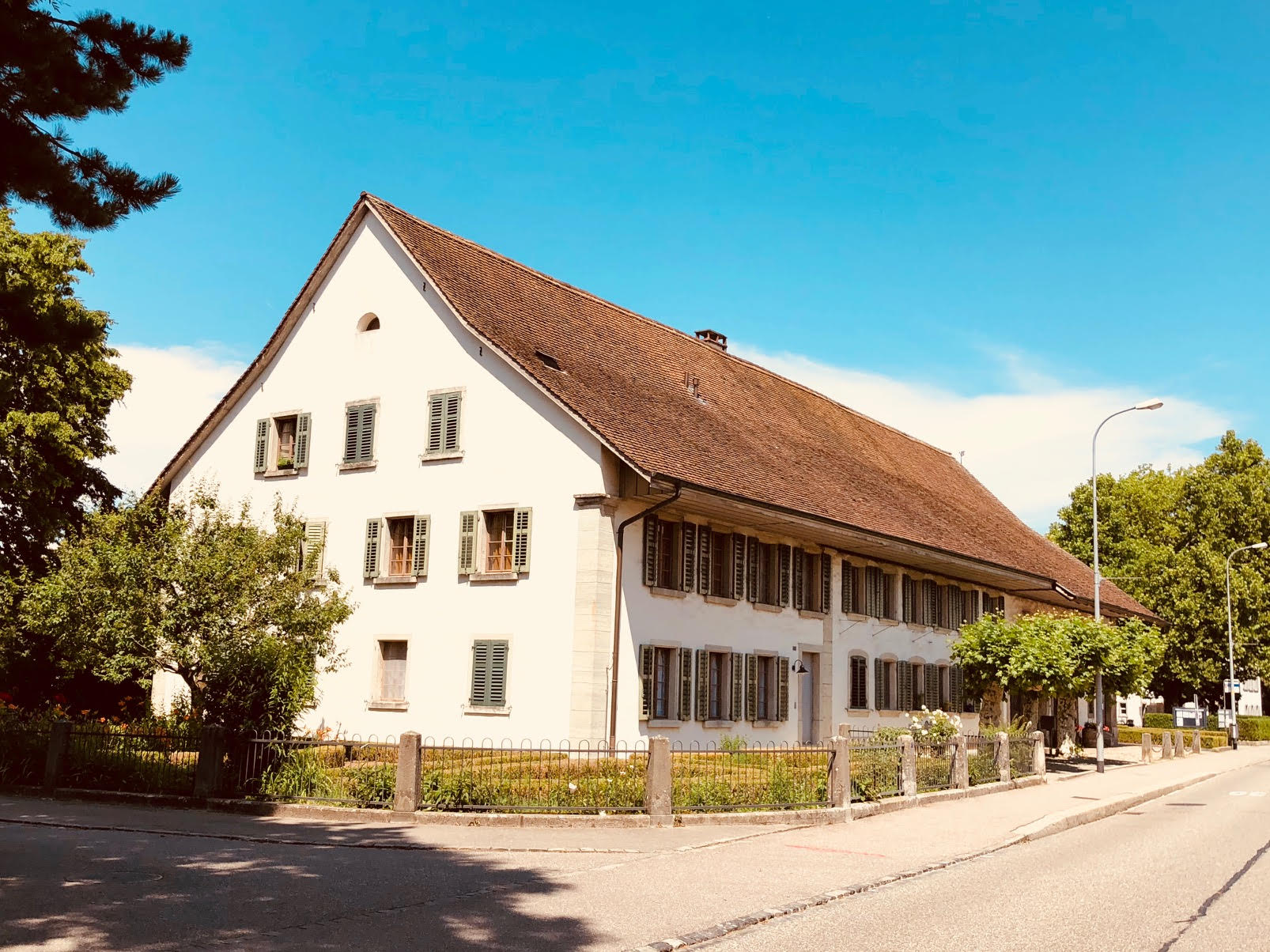
Bossarthaus (Windisch)

Das Bossarthaus, auch Bossartscheune (Bossartschüür) genannt, ist ein Kulturgut von regionaler Bedeutung und liegt auf dem Gebiet der Gemeinde Windisch im Kanton Aargau.

## Baugeschichte und Beschreibung
Das Bossarthaus wurde 1570 urkundlich erstmals erwähnt, als Besitz einer Familie Emmisberger. Um 1668, nach dem Tod des letzten Besitzers durch die Pest, ging das Bossarthaus in den Besitz der Familie Rauber über. Aus einem Erbvertrag von 1695 geht hervor: Haus und Hof samt Speicher und Trotte. Friedrich Rauber (geb. 1740) brachte es zu einem ansehnlichen Vermögen. Er beschäftigte je zwei Knechte, Mägde und Strumpfwebergesellen. 1801 wurde das Haus durch Friedrich Rauber aus- und umgebaut und erhielt damit im östlichen Teil die heutige Gestalt.
1830 erteilte der Regierungsrat des Kanton Aargau die Bewilligung zur Führung einer Landweinschänke, ein Jahr vergab er das Pintenrecht. 1835 folgte das Recht zur Führung einer Speisewirtschaft. 1880 wurde der Gastbetrieb eingestellt. Um 1910 wurde der westliche Anbau mit Trotte und Lebensmittelladen in eine Wohnung umgebaut, 1967 das in der Hofstatt stehende Speichergebäude niedergerissen. 1981 erfolgten Um- und Ausbau des Wohntraktes und 1986 der Umbau des Scheunenteils. Die Räumlichkeiten des Scheunenteils werden kulturell genützt und auch vermietet.

## Architektur
Beim Bossarthaus handelt es sich um ein herrschaftlich anmutendes, vollständig gemauertes Mittertennhaus mit Wohnteil, Tenn, Futtertenn und Stall. Das durchgezogene, geknickte Giebeldach ruht auf einer Sparrendachkonstruktion mit Aufschieblingen auf doppeltem liegendem Stuhl, die wegen der beträchtlichen Spannweite über der Scheune mit einer Hängesäulenkonstruktion versehen ist. Rückwärtig zieht sich eine Obergeschosslaube über beide Wohnteile. Unter dem älteren sind quer zur Firstrichtung zwei Gewölbekeller mit separaten Aussenzugängen angelegt.
Die den Kernbau einfassende Eckquaderung mit bekrönendem Kapitell ist wie sämtliche übrigen Hauspartien in Muschelkalk gefertigt. Es handelt sich dabei um qualitätsvolle Steinhauerarbeiten. Die stichbogig ausgeschnittenen Fenstergewände mit ihren kräftig profilierten Bänken verleihen der strassenseitigen Schaufassade ein spätbarockes Gepräge. Gleiches gilt für das mit Louis-seize-Motiven verzierte Stichbogentürgewände mit ausgeprägter Gesimsbekrönung. An der Nordseite hat sich ein originales Nussbaumtürblatt erhalten, dessen überschobene Füllungen typisch spätbarocke Eckmotive zieren. Am jüngeren Wohnteil setzte sich die Formensprache des Klassizismus mit gefalzten Rechteckgewänden und Blockbänken durch. Ihr entsprechen die vorderen biedermeierlichen Haustüren mit Rautendekor.
Die Front der Scheune dominieren die Korbbogentore von Tenn und Futtertenn. Beide weisen betonte Bogenanfänger und Schlusssteine mit spezieller Bekrönung auf. Den Schlussstein des Tenntors schmücken die Initialen «FR» des Bauherrn Friedrich Rauber und die Jahreszahl 1801. Schartenartige Öffnungen am Obergeschoss dienten der Belüftung der Heubühne.
Das grosszügig konzipierte Hausinnere erschliesst ein durchlaufender Flur neben dem Tenn mit rückwärtigen Treppenaufgang. Nach einem weit verbreiteten Schema gliederte sich das Vorderhaus in Stube und Nebenstube, im Obergeschoss mit einer zusätzlichen Kammer über dem unteren Korridor. Das Hinterhaus in Küche, mit nachträglich abgetrennten Badezimmer, und einem Zimmer. Mit geringen Veränderungen ist diese Raumaufteilung bis heute erhalten geblieben.
Die praktisch intakt überlieferte spätbarocke Innenausstattung verrät eine wohlhabende Bauherrschaft. Besonders erwähnenswert ist die ehemalige Wirtsstube im Obergeschoss mit gestemmtem Wandtäfer und Füllungstüren aus Nussbaumholz sowie einer Sichtbalkendecke mit eingeschobenen Bohlenbrettern und profilierten Deckenleisten. Der Korridor im Erdgeschoss besitzt noch den originalen Muschelkalk-Plattenbodenbelag. Eine hölzerne Treppe führt ins Obergeschoss, wo im Vorraum der ursprüngliche Ziegelplattenboden erhalten geblieben ist.